# Cantone di Villersexel
Il Cantone di Villersexel è una divisione amministrativa dell'arrondissement di Lure e dell'arrondissement di Vesoul.
A seguito della riforma approvata con decreto del 17 febbraio 2014, che ha avuto attuazione dopo le elezioni dipartimentali del 2015, è passato da 32 a 47 comuni.

## Composizione
I 32 comuni facenti parte prima della riforma del 2014 erano:
- Aillevans
- Athesans-Étroitefontaine
- Autrey-le-Vay
- Beveuge
- Courchaton
- Crevans-et-la-Chapelle-lès-Granges
- Fallon
- Faymont
- Georfans
- Gouhenans
- Grammont
- Granges-la-Ville
- Granges-le-Bourg
- Longevelle
- Les Magny
- Marast
- Mélecey
- Mignavillers
- Moimay
- Oppenans
- Oricourt
- Pont-sur-l'Ognon
- Saint-Ferjeux
- Saint-Sulpice
- Secenans
- Senargent-Mignafans
- Vellechevreux-et-Courbenans
- La Vergenne
- Villafans
- Villargent
- Villersexel
- Villers-la-Ville

Dal 2015 i comuni appartenenti al cantone sono i seguenti 47:
- Aillevans
- Athesans-Étroitefontaine
- Autrey-le-Vay
- Autrey-lès-Cerre
- Beveuge
- Borey
- Calmoutier
- Cerre-lès-Noroy
- Colombe-lès-Vesoul
- Colombotte
- Courchaton
- Crevans-et-la-Chapelle-lès-Granges
- Dampvalley-lès-Colombe
- La Demie
- Esprels
- Fallon
- Georfans
- Gouhenans
- Grammont
- Granges-la-Ville
- Granges-le-Bourg
- Liévans
- Longevelle
- Les Magny
- Marast
- Mélecey
- Mignavillers
- Moimay
- Montjustin-et-Velotte
- Neurey-lès-la-Demie
- Noroy-le-Bourg
- Oppenans
- Oricourt
- Pont-sur-l'Ognon
- Saint-Ferjeux
- Saint-Sulpice
- Secenans
- Senargent-Mignafans
- Vallerois-le-Bois
- Vallerois-Lorioz
- Vellechevreux-et-Courbenans
- La Vergenne
- Villafans
- Villargent
- Villers-la-Ville
- Villers-le-Sec
- Villersexel